# Província de Safi
La província de Safi (en àrab إقليم آسفي, iqlīm Āsfī) és una de les províncies del Marroc, fins 2015 part de la regió de Doukkala-Abda i actualment de la de Marràqueix-Safi. Té una superfície de 6.351 km² i 891.512 habitants censats en 2006. La capital és Safi.

## Demografia
| 822.564                           | 881.007 | 941.825 |
| 1994, 2004 : cens; 2012 : càlcul. |         |         |

## Divisió administrativa
La província de Safi consta de 3 municipis i 21 comunes:
| Nom            | Codi geogràfic | Tipus        | Llars | Població (2004) | Estrangers | Nacionals | Notes                                                                                      |
| -------------- | -------------- | ------------ | ----- | --------------- | ---------- | --------- | ------------------------------------------------------------------------------------------ |
| Safi           | 431.01.03.     | Municipi     | 59242 | 284750          | 179        | 284571    |                                                                                            |
| Jamaat Shaim   | 431.01.09.     | Municipi     | 2830  | 15325           | 2          | 15323     |                                                                                            |
| Sebt Gzoula    | 431.01.11.     | Municipi     | 2796  | 13943           | 0          | 13943     |                                                                                            |
| Bouguedra      | 431.03.01.     | Comuna rural | 3582  | 21700           | 0          | 21700     | 1558 residents viuen al centre, anomenat Bouguedra; 20142 residents viuen en zones rurals. |
| El Gouraani    | 431.03.03.     | Comuna rural | 1762  | 11278           | 0          | 11278     |                                                                                            |
| Labkhati       | 431.03.05.     | Comuna rural | 2340  | 14279           | 9          | 14270     |                                                                                            |
| Lahdar         | 431.03.07.     | Comuna rural | 2052  | 12945           | 0          | 12945     |                                                                                            |
| Lamrasla       | 431.03.09.     | Comuna rural | 2688  | 16812           | 0          | 16812     |                                                                                            |
| Lamsabih       | 431.03.11.     | Comuna rural | 1756  | 11393           | 0          | 11393     |                                                                                            |
| Sidi Aissa     | 431.03.13.     | Comuna rural | 1616  | 9719            | 0          | 9719      |                                                                                            |
| Sidi Ettiji    | 431.03.15.     | Comuna rural | 2410  | 15686           | 0          | 15686     |                                                                                            |
| Atouabet       | 431.07.01.     | Comuna rural | 1901  | 10841           | 2          | 10839     |                                                                                            |
| El Ghiate      | 431.07.03.     | Comuna rural | 4305  | 25502           | 0          | 25502     |                                                                                            |
| Khatazakane    | 431.07.05.     | Comuna rural | 2609  | 15016           | 0          | 15016     |                                                                                            |
| Laamamra       | 431.07.07.     | Comuna rural | 1940  | 12107           | 0          | 12107     |                                                                                            |
| Lamaachate     | 431.07.09.     | Comuna rural | 2415  | 13892           | 0          | 13892     |                                                                                            |
| Nagga          | 431.07.11.     | Comuna rural | 3534  | 20797           | 0          | 20797     |                                                                                            |
| Oulad Salmane  | 431.07.13.     | Comuna rural | 2856  | 16780           | 0          | 16780     |                                                                                            |
| Saadla         | 431.07.15.     | Comuna rural | 2452  | 14988           | 2          | 14986     |                                                                                            |
| Ayir           | 431.09.01.     | Comuna rural | 3773  | 24176           | 0          | 24176     | 3116 residents viuen al centre, anomenat Laâkarta; 21060 residents viuen en zones rurals.  |
| Dar Si Aissa   | 431.09.03.     | Comuna rural | 1870  | 11249           | 0          | 11249     |                                                                                            |
| El Beddouza    | 431.09.05.     | Comuna rural | 1900  | 12160           | 1          | 12159     |                                                                                            |
| Hrara          | 431.09.07.     | Comuna rural | 3868  | 23711           | 1          | 23710     | 1028 residents viuen al centre, anomenat Hrara; 22683 residents viuen en zones rurals.     |
| Moul El Bergui | 431.09.09.     | Comuna rural | 2495  | 14354           | 0          | 14354     |                                                                                            |